# 2020-as támadás a Kabuli Egyetemen
2020. november 2-án három fegyveres megtámadta Kabulban a Kabuli Egyetemet, ahol 32 embert megölt, 50-et pedig megsebesített. A támadást akkorra időzítették, amikor az előrejelzések szerint megérkeznek az afgán kormány tagjai az iráni könyvvásár megnyitójára. Később a három fegyverest a biztonsági erők tűzharcban megölték. A támadásért az Iszlám Állam nevű terrorszervezet Horászán Tartományban létrejött szárnya vállalta a felelősséget.

## Előzmények
A Kabul 3. kerületében található Kabuli Egyetem Afganisztán legnagyobb felsőoktatási intézménye, mintegy 22 ezer hallgatóval. Az egyetemet 2019-ben is megtámadták, akkor egy bomba, a kapukon kívül, kilenc emberrel végzett. Bő egy héttel a november 2-ai támadás előtt egy öngyilkos merénylő 30 emberrel végzett egy másik kabuli oktatási intézménynél. A támadás napján az egyetemen nemzetközi könyvvásárt rendeztek, amelyre az afgán kormány és az iráni nagykövetség több tagját, köztük a nagykövetet is várták.

## Támadás
A támadás november 2-án 11 óra körül kezdődött. Felfegyverzett emberek csoportja felrobbantott egy (valószínűleg öngyilkos robbantóhoz kapcsolt) robbanószert  az egyetem kapujánál, majd beléptek az épületbe, ahol megölték az ott bámészkodókat, majd 35 túszt ejtettek. Sok hallgató úgy tudott megmenekülni, hogy felmásztak az egyetemet körülölelő falra. Eközben azok, akik bent ragadtak, ott kellett meghúzniuk magukat. Több sebesültet sikerült kimenteni, akiket a közeli Ali Abad kórházba szállítottak.
Kabuli rendőröket és afgán speciális erőket rendeltek az egyetemhez, akik azt körbevették, majd épületről épületre fésülték át a területet az elkövetkező órákban. Amerikai és norvég katonák is segítettek a bevetésben.
A támadás után a SITE Intelligence Group azt jelentette, hogy az Iraki és Levantei Iszlám Állam (ISIL/ISIS) helyi szervezete vállalta magára az akciót. A tálibok tagadták, hogy közük lenne a támadáshoz, de az afgán kormány tagjai nekik tulajdonították a támadást. Ashraf Ghani afgán elnök elítélte a támadást, amit ő maga terrorizmusnak minősített. Az afgán kormány a következő napot gyásznappá nyilvánította.

## Veszteségek
35 ember meghalt, köztük az egyetem 18 hallgatója, akik közül 10-en nők voltak, akik mind a közigazgatási területen tanultak. Az egyik helyi újság azt írta, Afganisztán „tehetséges fiataljait vesztette el”, mert a hírek szerint a legjobban teljesítők közül kerültek ki a halottak.

## Reakciók
A támadást országosan és nemzetközileg is többen elítélték. Az elnök szóvivője szerint „terroristák azután támadtak tudományos központokra, hogy legyőzték őket Helmandban.” Amrullah Saleh első elnökhelyettes ezt írta ki Twitterre: „Egy nap helyre hozzuk a hírszerzési hibánkat. De a tálibok, a szomszédban [mármint Pakisztánban] rejtőző szadista társaik nem moshatják le ezt a lelkükről ezt a bűzlő, meg nem indokolható támadást, ami a Kabuli Egyetemnél történt. Hámid Karzai volt elnök „megbocsáthatatlan bűnnek” nevezte a történteket. A Tolo Newsnál dolgozó Saad Mohseni így fogalmazott: „Ezek az állatok megölik a gyermekeinket.”
Saleh elismerte, hogy a támadás a hírszerzés kudarca volt. Szerinte egy hézag miatt bírálták a tálibokat, akik később visszautasították a támadást.
Pakisztán és India is elítélte a támadást, ahogy tette azt több ország és az ENSZ is.
Másnap az egyetem hallgatói úgy nyilatkoztak, hogy a támadás nem ijeszti el őket a tanulástól.